# Szivárvány együttes (Sashalom)
A sashalmi Szivárvány együttes 1966–1971 között működő, elsősorban külföldi rockszámokat játszó zenekar volt. Szűcs Judith és Szűcs Antal Gábor alapították. 1969-től Tihanyi Gyula vezette. A kor számos jelentős zenészével zenéltek együtt.

## Az együttes története
1966-ban a Szűcs-testvérek, Szűcs Judith és Szűcs Antal Gábor alakították, miután Székely Péter és Szűcs kiváltak a Hobóból. A korszak slágerzenéjét játszották.
A Szivárvány első felállása:
- Szűcs Judit – ének
- Szűcs Antal Gábor (Totya) – szólógitár
- Moravecz Pál – dob
- Székely Péter – orgona
- Vágó Endre – szaxofon
- Tóth István – basszusgitár

1968 nyarától a XVI. kerületi EMG (Elektronikus Mérőkészülékek Gyára) kultúrházának próbaterében új tagokkal kezdtek gyakorolni: Szentgyörgyi András, majd két hét után Landauer Miklós került dobokhoz, Diós József basszusgitározott és Jankella János szaxofonos, aki főként vokálozott, csörgőzött, illetve ő szállította a zenekart. Volt ORI és OSZK működési engedélyük. Majd megérkezett Tihanyi Gyula basszgitáros-énekes az Atlantisból, ekkor Diós József akkordgitárra váltott, de később a dobossal együtt elhagyta a zenekart, majd nemsokára Szűcs Judith és Székely Péter is. Ekkortájt került Hőnig Rezső dobos a Sakk-mattból a csapatba.
1969-től Tihanyi Gyula lett a zenekar vezetője. A korszak elismert magyar Led Zeppelint játszó együttese lettek. Menedzserük, Szűcs Antal, elintézte, hogy egy tehetségkutató hajón a zenekar saját felszerelésével kísérje az énekeseket, így minden műsor a végén egy 5-6 nótás önálló koncertet adhattak a közönségnek. A tagok ekkor már fix fizetést is kaptak.
Elsősorban Cream és más angolszász jellegű rockzenét – mint a The Spotnicks, The Shadows, Jimi Hendrix, Deep Purple, Black Sabbath – játszottak. A Rudas László utcában (ami a VI. kerületi Podmaniczky utca) az elsők között rendeztek jam sessionöket, amikbe Tátrai Tibortól Fogarasi Jánosig számos ismert és kevésbé ismert muzsikus beszállt. A Szivárvány Klub vendégzenekara volt többek között a Syrius is, de megfordultak ott Török Ádám, Révész Sándor is.
A tagok:
- Tihanyi Gyula – basszusgitáros
- Szűcs Antal Gábor (Totya) – szólógitáros-énekes
- Novák András (Öcsi) – énekes[3]
- Németh Tamás (Nemecsek) – dobos

Amikor 1971-ben Szűcs Antal Gábort a Hungáriába, Németh Tamást pedig a Minibe csábították el, helyükre gitárosnak Tátrai Tibor, dobosként pedig Szikora Róbert került Tihanyi Gyula és Novák András mellé. Pár hónap múlva azonban Tátrai egy csepeli bulin bejelentette, hogy a Csomós Péter által létrehozott Jam együttesben zenél tovább. A szivárvány ezután nem sokkal szétesett.